# Crypticerya caudatus
Crypticerya caudatus är en insektsart som först beskrevs av Robert Newstead 1917.  Crypticerya caudatus ingår i släktet Crypticerya och familjen pärlsköldlöss. Inga underarter finns listade i Catalogue of Life.